# U-18-Faustball-Europameisterschaft der Frauen 2015
Die 11. Faustball-Europameisterschaft für weibliche U18-Mannschaften fand 2015 in Kellinghusen (Deutschland) zeitgleich mit der U-18-Europameisterschaft der Männer statt. Deutschland war zum dritten Mal Ausrichter der Faustball-Europameisterschaft der weiblichen U-18-Mannschaften.

## Vorrunde
Spielergebnisse
| 11.07.2015 | Deutschland | - | Schweiz    | 3:0 | (11:4, 11:5, 11:5)       |
| 11.07.2015 | Österreich  | - | Schweiz    | 3:1 | (8:11, 11:6, 11:5, 11:4) |
| 11.07.2015 | Deutschland | - | Österreich | 3:0 | (11:6, 11:8, 11:8)       |

## Halbfinale
Der Sieger der Vorrunde war direkt für das Finale qualifiziert, der Zweite und der Dritte spielten im Halbfinale um den Finaleinzug.
| 12.07.2015 | Österreich | - | Schweiz | 3:0 | (11:9, 15:13, 11:9) |

## Finale
| 12.07.2015 | Deutschland | - | Österreich | 0:3 | (7:11, 12:14, 8:11) |

## Platzierungen
| Rang | Land        |
| ---- | ----------- |
| 1.   | Österreich  |
| 2.   | Deutschland |
| 3.   | Schweiz     |